# ロスト・イン・ラ・マンチャ
『ロスト・イン・ラ・マンチャ』（原題：Lost in La Mancha）は、テリー・ギリアムの映画『ドンキホーテを殺した男』（The Man Who Killed Don Quixote）の（最初の）製作プロジェクトが暗礁に乗り上げた顛末を描いた2002年のドキュメンタリー映画。ナレーションはジェフ・ブリッジス。

## 経緯
ギリアムおよび脚本の共同執筆者トニー・グリソーニは、セルバンテスの大作『ドン・キホーテ』をアレンジして独自のドン・キホーテ物語を作り上げようとした。たとえば、マーク・トウェインの小説『アーサー王宮廷のコネチカット・ヤンキー』にヒントを得て大きな改変を加えた。映画では、サンチョ・パンサは最初にしか登場せず、21世紀から時間を遡ってやってきたトビー・グリソーニという人物と入れ替わる。その人物のことをドンキホーテがサンチョと勘違いする。
ドンキホーテというキャラクターは、ギリアムの作品に共通する多くのテーマ（「個人」対「社会」、「正気」の概念など）を体現している。そのためギリアムは、この映画の製作に非常な情熱を燃やしていた。撮影はすべてスペインおよびヨーロッパ全土で行われる予定であった。ドンキホーテ役にはジャン・ロシュフォールが起用され、ロシュフォールは7か月をかけて英語を学び準備をしていた。トビー役にジョニー・デップ、トビーが思いを寄せる女性にヴァネッサ・パラディが起用されていた。
『ロスト・イン・ラ・マンチャ』には、製作が始まってから明らかになった、この映画のスケジュールと予算面でのあやうさが描かれている。撮影初日、撮影隊は、近くにあるNATOの軍事演習場のせいで、屋外ロケが絶え間ない騒音に悩まされることを知る。ギリアムは、音声を後でダビングすることにして撮影を続行する。撮影2日目、洪水が発生して機材が損害を受ける。そればかりか、撮影が完了していないシーンがあるにもかかわらず、ロケ地の景観が恒久的に変化してしまう。
数日後、ロシュフォールが故障を抱えていることがわかる。ロシュフォールは椎間板ヘルニアと診断され、それ以降の出演が無理であることが明らかになる。それによって映画の製作に終止符が打たれ、保険会社が1500万ドルの保険金を支払うこととなった。『ドンキホーテを殺した男』の脚本は保険会社に所有権が渡った。
この映画は、かつて『12モンキーズ』のメイキングフィルム“The Hamster Factor and Other Tales of Twelve Monkeys”を撮ったKeith FultonとLouis Pepeがギリアム監督の支援を受けて製作した。本来は本作もメイキング映像として撮られていたが、『ドンキホーテを殺した男』が製作中止となった後、単体でドキュメンタリー映画として公開されることになった。